# Doninha-anã

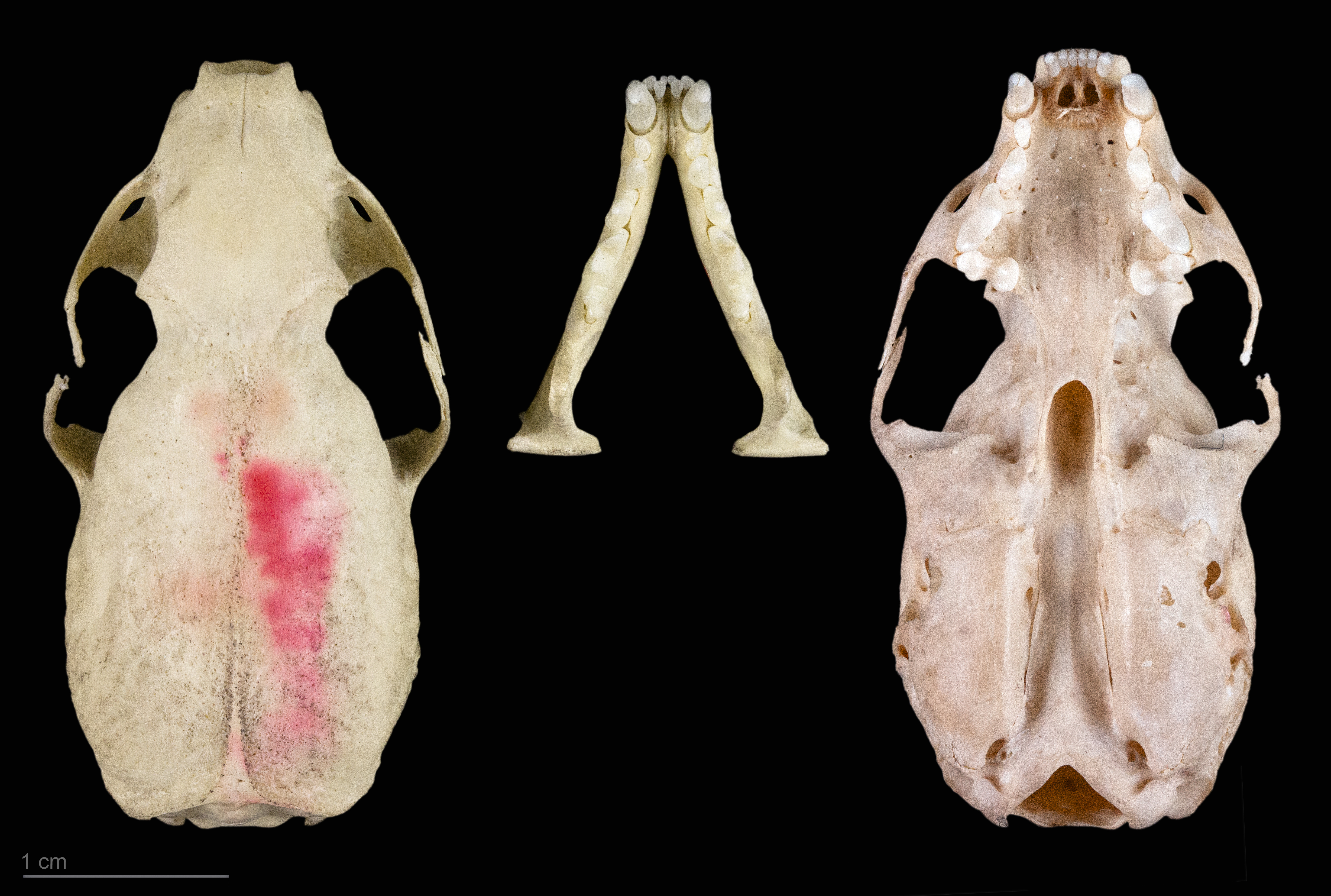
Crânio de Mustela nivalis - MHNT

A doninha-anã (Mustela nivalis) é uma espécie de doninha, um pequeno mamífero carnívoro da família dos mustelídeos.

## Tamanho
Com menos de 23 centímetros de comprimento, trata-se do menor mamífero carnívoro vivo. Isso não significa que ele seja o menor mamífero que se alimenta de carne (título que pertence ao musaranho, apesar de sua dieta constituir-se de insetos, e não carne de vertebrados, como no caso da doninha) apenas que é o menor membro vivo da ordem Carnivora, que inclui mamíferos como o cão, o urso, a foca, o quati, a hiena, o gato e o mangusto.

## Aparência e hábitos
De pequeno porte, patas curtas e corpo alongado e ágil, próprio para penetrar na toca de roedores e caçar presas pequenas, a doninha-anã é muito semelhante a outros mustelídeos como a doninha-das-montanhas, o arminho e o furão, todos do gênero Mustela.
A sua dieta constitui-se de  pequenos mamíferos incluindo coelhos. São animais solitários e agressivos contra os membros de sua própria espécie.
Em locais de clima mais frio, a doninha, assim como o seu parente o arminho, troca a sua pelagem e fica inteiramente branca durante o inverno para se camuflar na neve. Na primavera, a pelagem normal reaparece.

## Distribuição geográfica
Este animal pode ser encontrado na Europa, incluindo Portugal, Ásia e América do Norte, geralmente em áreas mais ao norte, mas já foi encontrada também no norte da África.
Foi acidentalmente introduzida pelo homem na Austrália e na Nova Zelândia.